# アララール山地
アララール山地またはアララル山地 (スペイン語: Sierra de Aralar、バスク語: Aralar mendilerroa、英語: Aralar Range, バスク語発音: [aˈɾalar])は、イベリア半島北部に存在する山地である。カンタブリア山脈東部（バスク山脈）の一部に当たり、スペインのバスク州ギプスコア県とナバーラ州にまたがる。ギプスコア県側の区域は、1994年4月26日にアララール自然公園と呼ばれる保護区域に指定された。美しい景観を持ち、レクリエーション活動などが行われている。バスク神話の宝庫である。

## 名称
Aralarというバスク語の名称は、「谷」という意味を持つ(h)aran、「放牧地」という意味を持つlarreの組み合わせからなる。スペイン語でこの山地は、Sierra de Aralar（アララール山脈/アララール山地）と呼ばれる。

## 位置
アララール山地の面積は208km2（20,800ha）であり、このうち109.71km2（10,971ha）が保護区域に指定されている。バスク地方のスペイン・バスク（南バスク）に位置し、バスク州ギプスコア県南東部とナバーラ州北西部にまたがっている。ナバーラ州の州都パンプローナはアララール山地の南東40kmにある。ギプスコア県の県都サン・セバスティアンはアララール山地の北北東40kmにあり、サン・セバスティアンがビスケー湾南側のカンタブリア海に面していることから、アララール山地から海（大西洋）までの距離も同等である。スペイン＝フランス国境は北東約50kmにある。アララール山地の山麓にある自治体としては、ギプスコア県ベアサイン、ギプスコア県アタウン、ナバーラ州アルビスなどがある。アララール山地の峰々への主要な入口として、ギプスコア県とナバーラ州の県境付近にリサルスティ・ビジターセンター(Lizarrusti)がある。このビジターセンターの建物は、かつてミケレテ（ギプスコア軍警察）の兵舎として使用されていた。アララール山地の南側斜面にはアイアという集落が横たわっている。

## 地理
バスク地方の山地で一般的なように、アララール山地は石灰岩からなる巨大な山塊であり、地殻変動によって断層や褶曲や生じている。アララール山地はカルスト地形、すなわち石灰質の炭酸カルシウムや石灰石からなる岩石が露頭している。アスティツの村にあるメンドゥキリョ洞窟が一般公開されている。大地が避け、空気を通すことができるメンドゥキリョ洞窟の地質環境は多くのバスク神話の根拠や特徴の理由となった。

### 水源
多くの流れがアララール山地を水源としている。峰々の間には、アガンツァ、サルディビア、イビウル、アメスケタの4つの巨大な盆地があり、それぞれ水流を形成している。カルスト地形の影響で、地面に浸透して地下を流れる水流もある。これらの水流はこの地域の経済に貢献しており、アララール山麓には水力発電所などが立地している。

### 気候
バスク地方の一般的な気候と同様に、アララール山地は温帯の西岸海洋性気候に含まれる。ギプスコア県域では東カンタブリア気候、ナバーラ州のバランカ回廊では大陸地中海性気候である。しかし、アララール山地は微気候を生み出しており、山地部分では平地部分よりも降水量が多く、より雲が厚い。ピークが霧に覆われることがあり、ハイキングには危険が伴う。

## 歴史

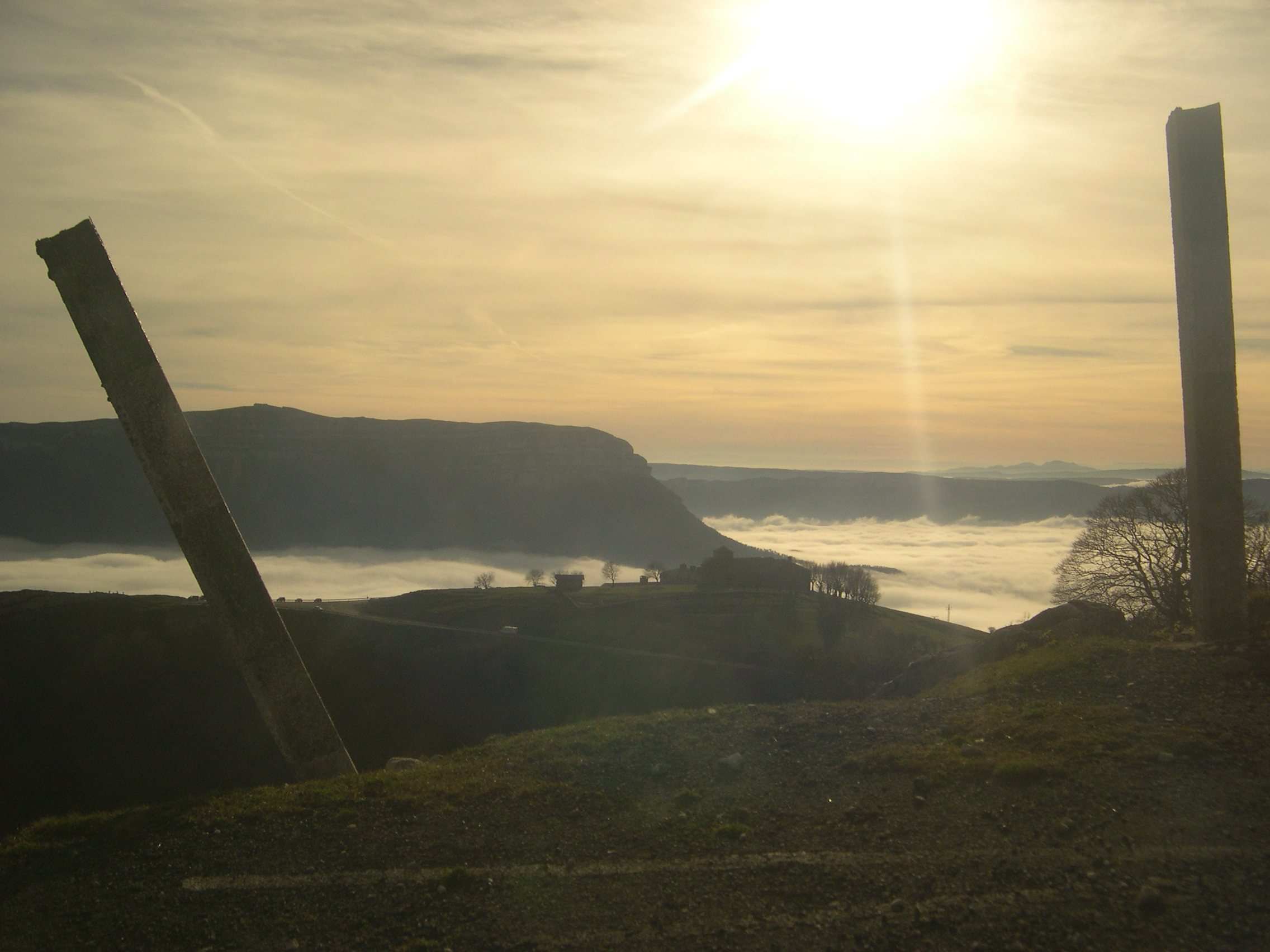
サン・ミゲル聖堂とベリアイン山（背後）

アララール山地には、先史時代の人類の居住を示す巨石記念物（古墳、ストーンサークル、メンヒルなど）がある。ギプスコア県域には17の史跡があり、ナバーラ州域には44の史跡がある。また、新石器時代の牧畜活動を示唆する考古学的証拠が発見されている。かつての原生林は現在では牧草地に置き換えられている。地元に伝承されたバスク神話、民俗信仰や伝説の物語は、この地域の風景に依存している。民俗学者・歴史学者のホセ・ミゲル・デ・バランディアランは、アララール山麓のナバーラ県アタウンに生まれた。

### サン・ミゲル聖堂

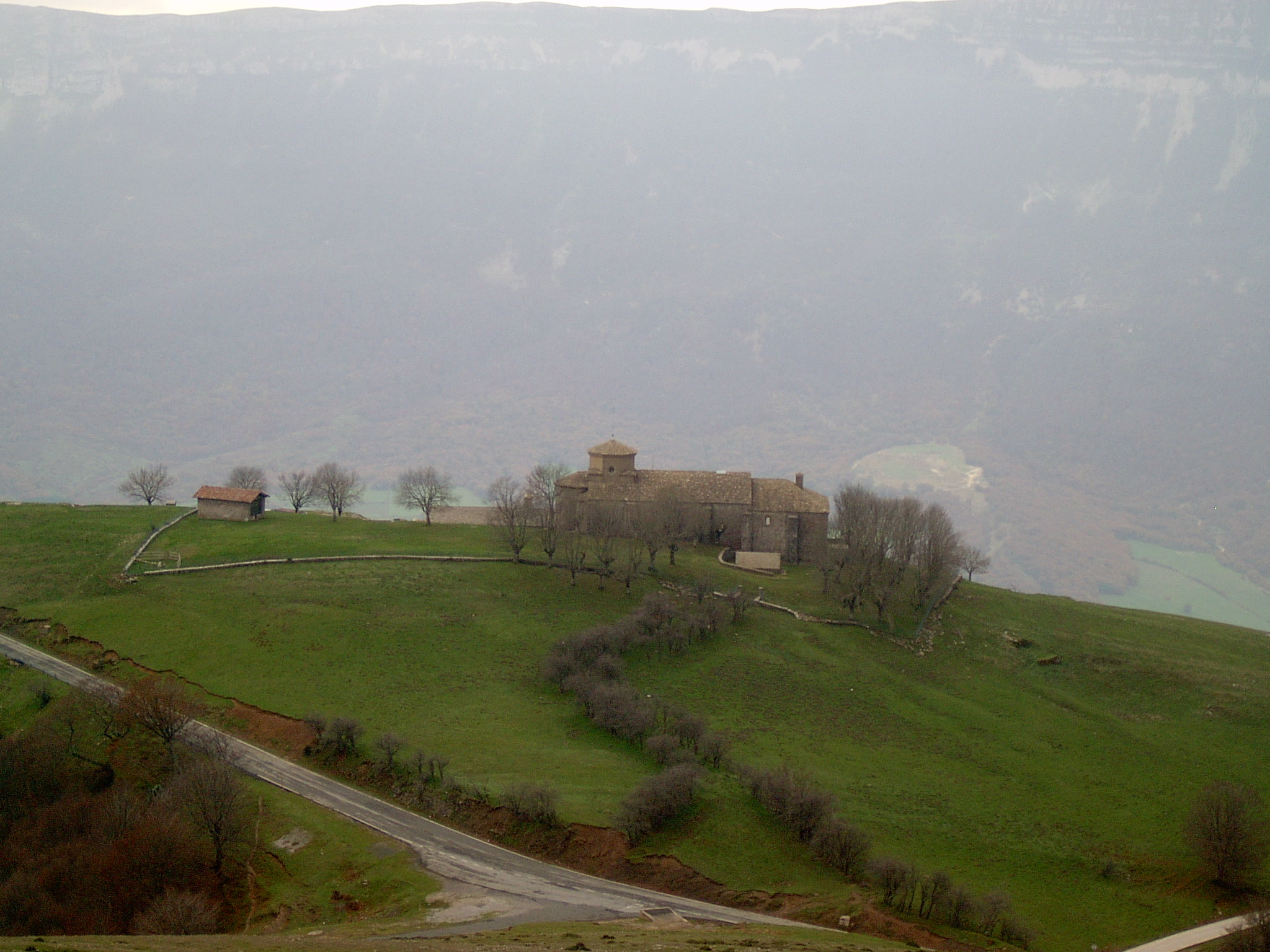
サン・ミゲル聖堂

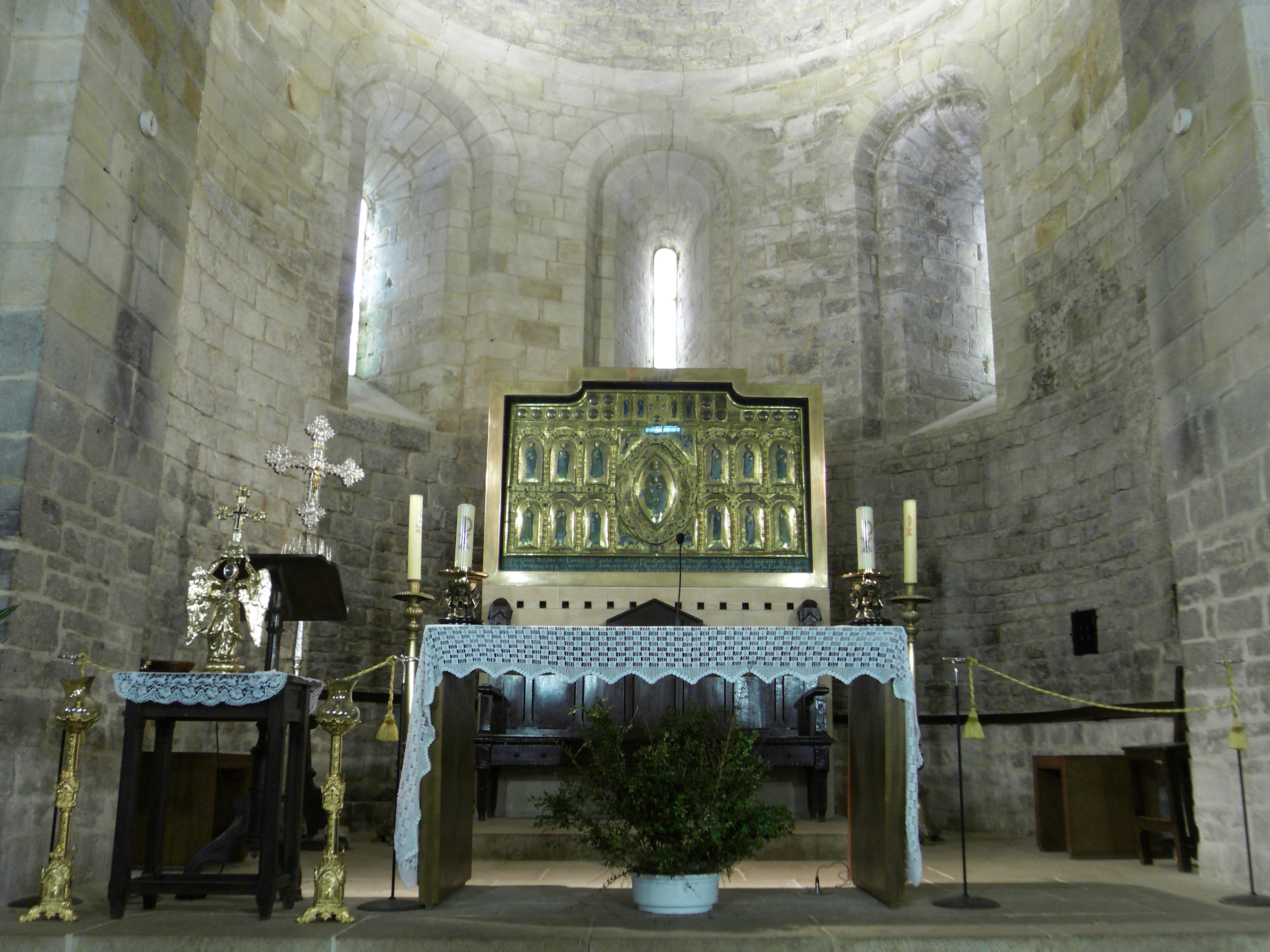
サン・ミゲル聖堂の後陣内部

サン・ミゲル聖堂はロマネスク様式の教会であり、山地南部のウアルテ＝アラキルの町やアルチュエタ山(1,343m)近くに位置する。教会に関する記録は1032年まで遡ることができ、北スペインのキリスト教信仰の歴史に貢献した。聖ミゲルは象徴的な存在とされ、バスク人最古の聖人のひとりとされている。礼拝堂はゴニ領主によって建設され、1098年に捧げられた。しかし、これより早い9世紀のカロリング様式の構造が同じ場所に残っている。10世紀の火災後、教会はふたつの側廊をともなって再建された。柱は十字型である。単純なファスキアがあり、柱頭を持たない。中庭には3つの後陣があり、3つのバレルヴォールト状の身廊や、中央には多角形のドームがある。

## 土地利用

### ハイキング、登山、洞窟探検
アララール山地には数多くの登山道、名所、特徴的な目的地がある。洞窟探検に適したカルスト地形も存在する。

### 農業
5月から11月にかけて、イディアサバル・チーズに使用するミルクを供給するラチャ種のヒツジ、乳用牛、野生のウマなどの家畜が、自然公園の公共牧場で放牧される。
アララール山地の山地部分は基本的に無人だが、家畜の世話を行いながら遊牧生活を行っている人々もわずかにいる。高所には羊飼いが使用する牧畜用の簡易小屋が建てられており、夏の数か月間を通して高所にヒツジが放牧される。これらの家畜は寒くなると村の近くで冬を越す。

### 農村共同体
アララール山地の村には5,112人が居住している。アバルツツィスケタ（290人）、アメスケタ（1,075人）、アタウン（1,822人）、サルディビア（1,696人）、ベダイオ（229人）などの村がある。農業、観光業、比較的大きな村では工業が主要な産業である。

## 動植物相
動物
ヨーロッパミンク、ノロジカ、イノシシ、ピレネーデスマンやEuropean snow volesなどの小中規模の哺乳類がアララール山地に生息している。Alpine newt（アカハライモリ）などの爬虫類も生息している。
鳥類
アララール山地には、シロエリハゲワシ、エジプトハゲワシ、イヌワシ、ハゲタカ、キバシガラス、モリバト、クマゲラなどの鳥類が生息している。
植物
アララール山地はブナの森で知られている。長年、ブナの枝は木炭の生産に使用されてきた。ナナカマド、サンザシ、カンタブリアトキワガシの森があることでも知られる。

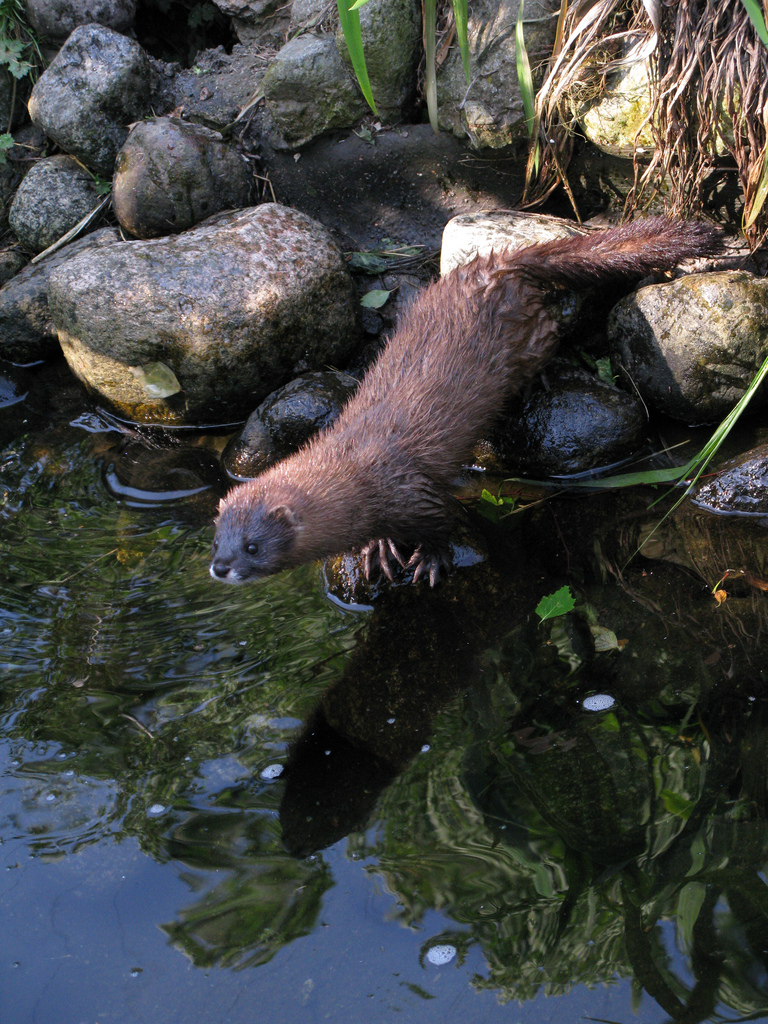
アララール山地に生息するヨーロッパミンク
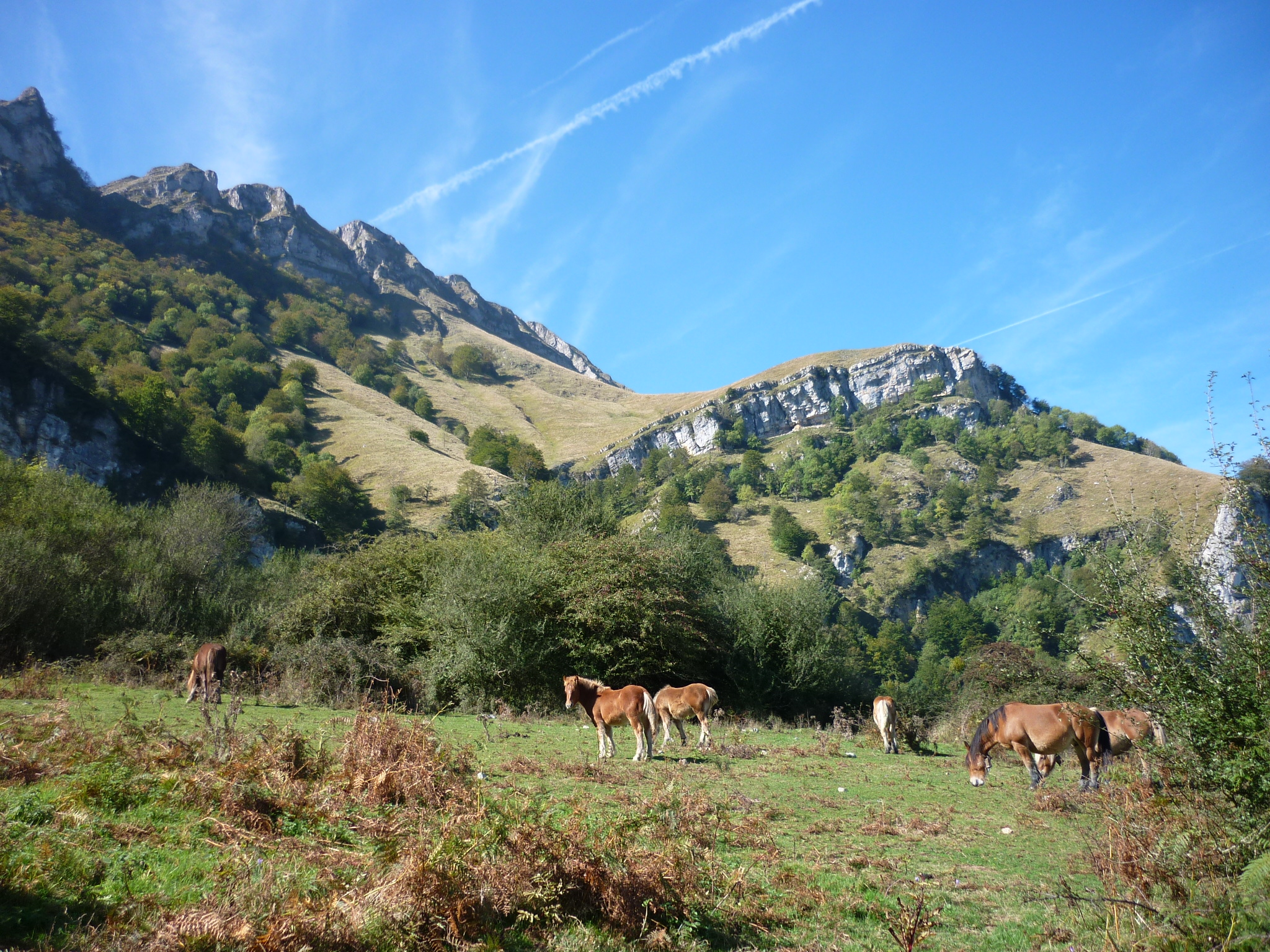
アララール山地に生息する野生のウマ
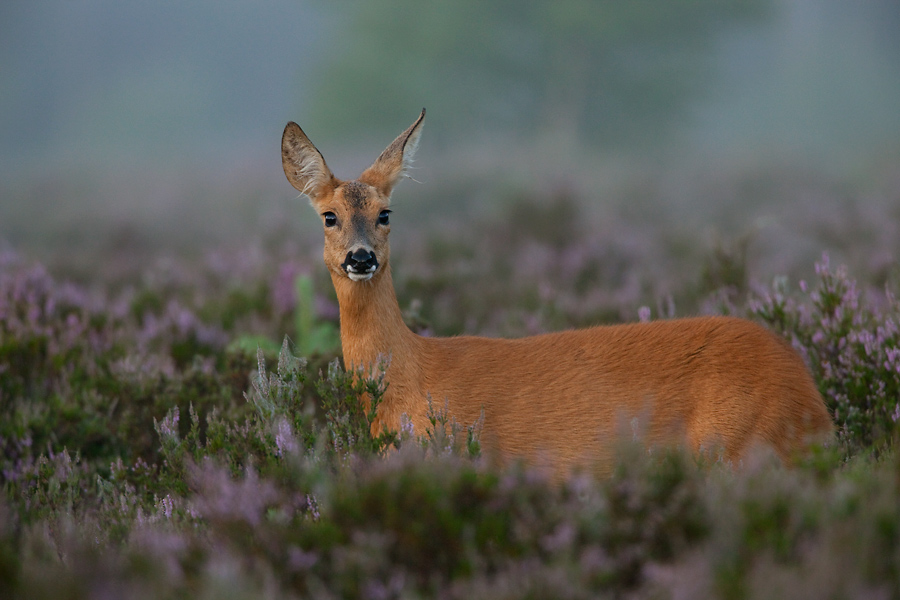
ノロジカ
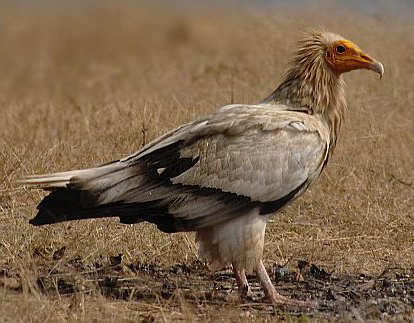
エジプトハゲワシ

## 山地
アタウンのドーム
ヘンティルバラツァ、アイスコアテ、アイスコランディ、アラストルツ、アガウツ、レイサディ、アスンディ、ロイビデコ、マイロアク、イカランディエタなどのピークによって、風光明媚な高原が形成されている。
チンドキ山
アララール山地でもっとも広く知られ、もっとも訪問者が多い山はチンドキ山である。チンドキ山のピークは「子鹿」と呼ばれ、チンドキ山全体は「バスクのマッターホルン」と呼ばれる。

### 著名なピーク

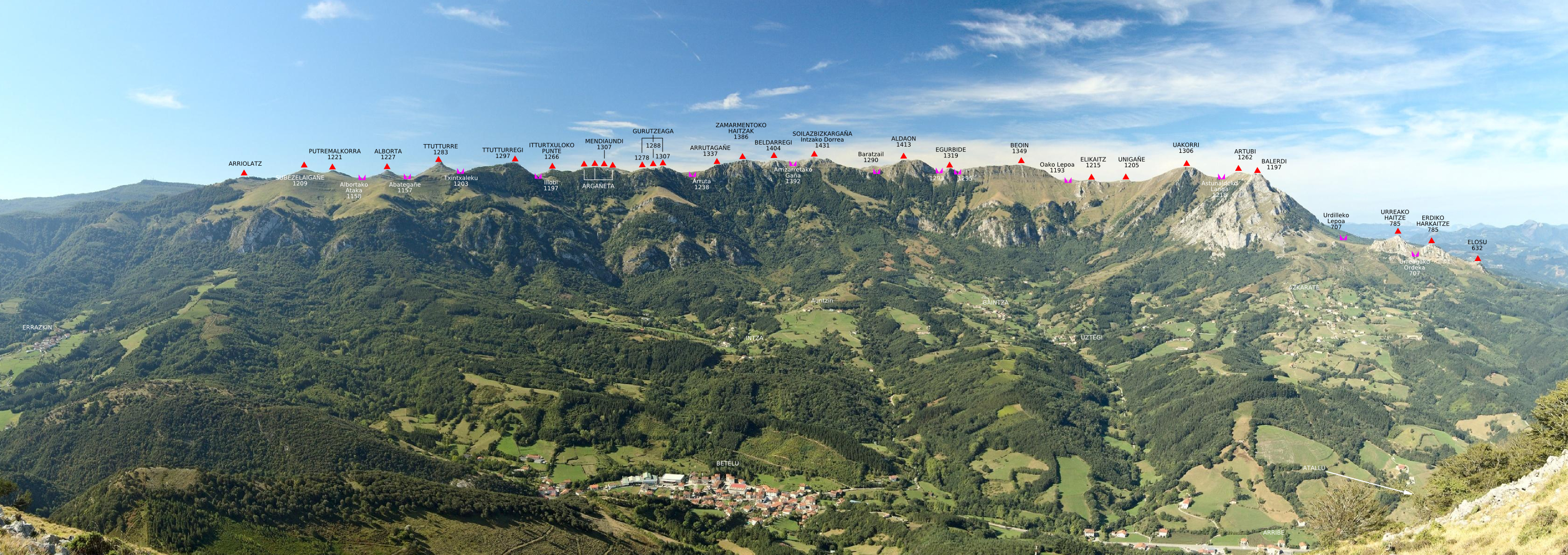
アララール山地のパノラマ

| - アルチュエタ山 (1,343m) - ガンボア山 (1,412m) - イルムガリエタ山 (1,431m) - パルダリ山 (1,393m) - プテリ山 (1,299m) - ウアライン山 (1,346m) | - チンドキ山 (1,346m) - アルダオン山 (1,411m) - ベオアイン山 (1,359m) - アルトゥビ山 (1,262m) - バレルディ山 (1,195m) |